# Juraj Mihalčin
Juraj Mihalčin (* 11. března 1951) je slovenský fotbalový trenér. Působí jako pedagog na univerzitě v Prešově.

## Trenérská kariéra
V československé lize působil v letech 1984-1986 jako asistent Jozefa Jarabinského a Justína Javorka v Tatranu Prešov. V jarní části sezóny 1987/88 byl v Tatranu Prešov hlavním trenérem.